# Liste des évêques de Green Bay
Liste des évêques de Green Bay
(Dioecesis Sinus Viridis)
L'évêché de Green Bay est créé le 3 mars 1868, par détachement de celui de Milwaukee.

## Sont évêques
- 3 mars 1868-† 20 décembre 1873 : Joseph Ier Melcher
- 20 décembre 1873-12 février 1875 : siège vacant
- 12 février 1875-† 17 décembre 1885 : Francis Krautbauer (Francis Xavier Krautbauer)
- 13 juillet 1886-30 janvier 1891 : Frederick Katzer (Frederick Francis Xavier Katzer)
- 14 décembre 1891-28 novembre 1903 : Sebastian Messmer (Sebastian Gebhard Messmer)
- 27 mai 1904-7 novembre 1914 : Joseph II Fox (Joseph John Fox)
- 15 juillet 1915-† 3 mars 1945 : Paul Rhode (Paul Peter Rhode)
- 3 mars 1945-† 1er décembre 1967 : Stanislaus Bona (Stanislaus Vincent Bona)
- 8 mars 1968-10 mai 1983 : Aloysius Wycislo (Aloysius John Wycislo)
- 8 novembre 1983-28 avril 1990 : Adam Maida (Adam Joseph Maida)
- 16 octobre 1990-10 octobre 2003 : Robert Banks (Robert Joseph Banks)
- 10 octobre 2003-18 juillet 2007 : David Ier Zubik (David Allen Zubik)
- depuis le 9 juillet 2008 : David II Ricken (David Laurin Ricken)

## Sources
- L'Annuaire Pontifical, sur le site http://www.catholic-hierarchy.org, à la page